# Willis Glacier
Willis Glacier är en glaciär i Antarktis. Den ligger i Östantarktis. Nya Zeeland gör anspråk på området. Willis Glacier ligger 1 125 meter över havet.
Terrängen runt Willis Glacier är lite bergig. Trakten är obefolkad. Det finns inga samhällen i närheten. 